# Albert E. Ingham
Compléments
Nombre d'Erdős : 1
Albert Edward Ingham (1900-1967) est un mathématicien britannique qui a travaillé en théorie analytique des nombres.

## Carrière
Ingham est né le 3 avril 1900 Northampton. Il est élève à la Stafford Grammar School (en) puis à partir de 1919 et grâce à une bourse, étudiant au Trinity College, Cambridge après quelques mois de service militaire pendant la première Guerre mondiale. Il s'est distingués dans les Tripos de Cambridge, et en 1921 a obtenu le Prix Smith. En 1922 il est élu Fellow du Trinity College. La même année il obtient une maîtrise sous la direction de John Edensor Littlewood. Il se consacre ensuite à la recherche, avec des séjours aussi à l'université de Göttingen. En 1926 il devient reader à l'université de Leeds. À partir de 1930, il est à nouveau à Cambridge comme lecturer, et en 1953 il devient reader. En 1945 il est élu à la Royal Society.
Ingham supervise les thèses de Colin Brian Haselgrove, Wolfgang Heinrich Johannes Fuchs, Christopher Hooley et Robert Alexander Rankin. Ingham meurt accidentellement lors d'une excursion à Chamonix le 6 septembre 1967.

## Recherche
Ingham a travaillé en théorie analytique des nombres, et plus particulièrement sur la fonction zêta de Riemann et la distribution des nombres premiers. Son livre
The distribution of primes, paru en 1932, et qui traite de ce sujet, était pendant longtemps un livre de référence. Il a aussi contribué à la théorie des séries et aux théorèmes tauberiens au sens de Norbert Wiener.
En 1919 Ingham a indiqué une méthode par laquelle on pourrait trouver un contre-exemple à la conjecture de Pólya qui dit que pour tout entier naturel {\displaystyle N},
{\displaystyle \sum _{n=1}^{N}\lambda (n)\leq 0}
où {\displaystyle \lambda (n)=(-1)^{\Omega }(n)}, et où {\displaystyle \Omega (n)} est le nombre de facteurs premiers de {\displaystyle n} (comptés avec multiplicité). La conjecture est fausse comme montré par Colin Brian Haselgrove. De plus, R. Sherman Lehman a donné un contre-exemple en 1960; le plus petit contre-exemple est {\displaystyle N=906150257}, trouvé par Minoru Tanaka en 1980.
Ingham a démontré en 1937, en améliorant un résultat antérieur de Guido Hoheisel, que
{\displaystyle g_{n}<p_{n}^{5/8}},
où {\displaystyle p_{n}} est le {\displaystyle n}-ième nombre premier et {\displaystyle g_{n}=p_{n+1}-p_{n}} est {\displaystyle n}-ième écart entre nombres premiers. Ce résultat se déduit de son inégalité
{\displaystyle \pi \left(x+x^{\theta }\right)-\pi (x)\sim {\frac {x^{\theta }}{\log x}}}
pour tout {\displaystyle \theta >(1+4c)/(2+4c)}, où {\displaystyle \pi } est la fonction de compte des nombres premiers et {\displaystyle c} est une constante positive pour laquelle la fonction zêta de Riemann {\displaystyle \zeta } vérifie l'inégalité
{\displaystyle \zeta \left(1/2+it\right)=O\left(t^{c}\right)}.
Ingham a un nombre d'Erdős égal à 1 parce qu'ils ont écrit un article commun, à savoir :
Paul Erdős et Albert E. Ingham, « Arithmetical Tauberian theorems », Acta Arith., vol. 9,‎ 1964, p. 341-356.

## Livre
- Albert Edward Ingham, The Distribution of Prime Numbers, Cambridge University Press, coll. « Cambridge tracts in mathematics and mathematical physics » (no 30), 1932, 114 p. (ISBN 0-521-39789-8, ISSN 0068-6824) — Réédité et réimprimé avec une préface de R. C. Vaughan en 1990.